# Kubáňovo
Kubáňovo (do roku 1948 slovensky Setich; maďarsky Szete) je obec na Slovensku v okrese Levice, na východě Podunajské nížiny na východním okraji Ipeľské pahorkatiny, na pravém břehu řeky Ipeľ, pod ústím jejího pravostranného přítoku Búr, nedaleko státní hranice s Maďarskem. Střed obce je v nadmořské výšce 127 m n. m. a je 15 kilometrů od Šah a 29 kilometrů od okresního města Levice.

## Dějiny
Kubáňovo je poprvé písemně zmiňováno v roce 1236 jako Zetheh. V roce 1828 zde bylo 111 domů a 669 obyvatel, kteří byli zaměstnáni jako rolníci a vinaři. V letech 1938 až 1945 připadlo na základě první vídeňské arbitráže Maďarsku.

## Obyvatelstvo
V roce 1921 zde žilo 526 obyvatel, z toho 1 Čechoslovák, 1 Němec, 584 Maďarů a 4 Židé. Podle sčítání lidu v roce 2011 zde žilo 295 obyvatel, z toho 205 Maďarů, 73 Slováků, tři Romové, jeden Žid a jeden Čech. 12 obyvatel národnost neuvedlo.

## Pamětihodnosti
- Římskokatolický kostel sv. Ladislava, barokní stavba z roku 1737 s půlkruhově ukončeným presbytářem a věží tvořící součást její hmoty. Obraz na hlavním oltáři je barokní. Zvon pochází z roku 1870. Kostel prošel obnovou v letech 1910 a 1940.[6]
- Vedle kostela stojí památník obětem 1. a 2. světové války.[6]